# Белолобый гусь

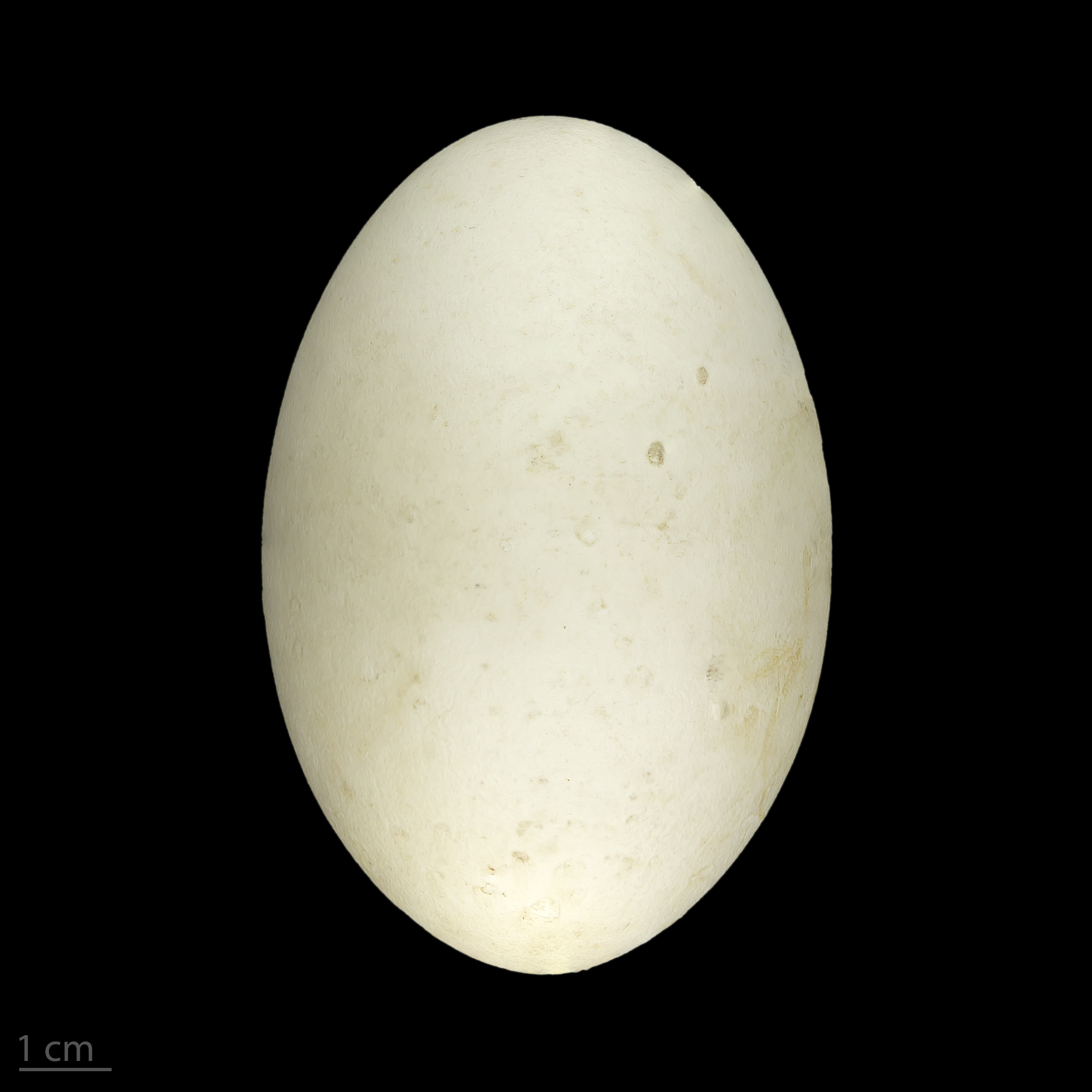
яйцо Anser albifrons - Тулузский музей

Белоло́бый гу́сь (лат. Anser albifrons) — птица из семейства утиных.

## Общая характеристика
Белолобый гусь близок по внешнему виду к серому гусю, но несколько мельче. Он имеет бурую окраску тела, живот беловатый с чёрными пятнами, некоторые перья в крыльях также белые. Клюв розовый. В основании клюва белое пятно, за которое вид и получил название. Молодые особи белого пятна на лбу и пятен на животе не имеют. Масса белолобого гуся колеблется от 2 до 3,2 кг.

## Распространение
Белолобый гусь гнездится в тундрах Евразии, Гренландии и Северной Америки. Гуси из Европы зимуют у Средиземного моря, Чёрного и Каспийского морей. Улетает также в Среднюю Азию, Индию,Китай, Корею и Японию.

## Образ жизни
Белолобый гусь прекрасно ходит и бегает по земле, на воде его можно увидеть гораздо реже. В основном к воде белолобые гуси прилетают только на водопой. Однако он неплохой пловец и отлично ныряет в момент опасности. Во многом образ жизни белолобых гусей схожи с гуменниками.

### Питание
Белолобый гусь — растительноядная птица. Питается травянистыми растениями, водорослями, ягодами.

### Размножение
Размножаться белолобые гуси начинают в конце июня, начале июля, когда в тундре устанавливается тёплая погода. Гнездо располагается на возвышенности. Пока самка насиживает кладку из 4—7 яиц, самец охраняет гнездо и прилегающую к нему территорию. Когда вылупляются птенцы, заботиться о них начинают оба родителя. К концу августа птенцы уже могут летать. В это время молодые и взрослые птицы собираются в крупные стаи, чтобы лететь на зимовку.